# Браун, Деррен
Деррен Виктор Браун (род. 27 февраля 1971) — британский фокусник, психологический иллюзионист, менталист, гипнотизёр, художник и скептик. Автор ряда книг о психологических опытах и об искусстве иллюзионизма.

## Биография
Деррен Браун родился в Кройдоне (Южный Лондон) и учился на юриста в Бристольском университете. Там он стал свидетелем представления гипнотизёра по имени Мартин Тэйлор. Это зрелище вдохновило Деррена сменить карьеру и заняться иллюзионизмом и гипнозом. Ещё будучи студентом, он начал подрабатывать фокусником, практикуя традиционные карточные и другие фокусы. С 1992 года он начал практиковать сценический гипноз в Бристольском университете под псевдонимом Деррен В. Браун.
Браун также выступал на представлениях, связанных с чтением мыслей. Вскоре после этого, ему предложили снять пилотную серию телесериала «Контроль разума» на Четвёртом канале.
В 2013 году снялся в роли самого себя, усыпляющего Джона Ватсона, в первой серии третьего сезона «Шерлока».

## Работы

### Книги
- Absolute Magic (2-е изд. 2003)[5]
- Tricks of the Mind (2007)[6]
- Pure Effect (3-е изд. 2000)[7]
- Happy: Why more or less everything is absolutely fine (2016)

### Фильмы
- Апокалипсис Деррена Брауна